# Parc del G5
El Parc del G5 és un parc situat al barri de Montigalà de Badalona. Fou inaugurat l'any 2003. Ocupa una extensió de 4,2 ha, està delimitat pel carrer d'Anna Tugas, el camí de Sant Jeroni de la Murtra i la travessera de Montigalà, amb accés en tot el seu perimetre; constitueix una continuació del parc de Montigalà.
És un parc d'estil paisatgístic de caràcter autòcton, on també s'admet que s'incorpori la vegetació espontània del lloc. Els camis són fets de sauló, però també amb llambordes de junta oberta, entapissat amb gespa i praderia. Els murs són de terra armada i els talussos estan reforçats amb escullera.
Cal destacar que a més del pas de vianants, totalment accessible a tothom, hi ha espais del parc que admeten trànsit rodat i d'altres són estrictament només per a vianants o bé bicicletes, estant integrat al parc un carril bici. Com a equipaments també compta amb una zona de jocs infantils i una de petanca.

## Transport
S'hi pot arribar amb la línia d'autobús B2, operada per TUSGSAL.